# Carla Nicholson

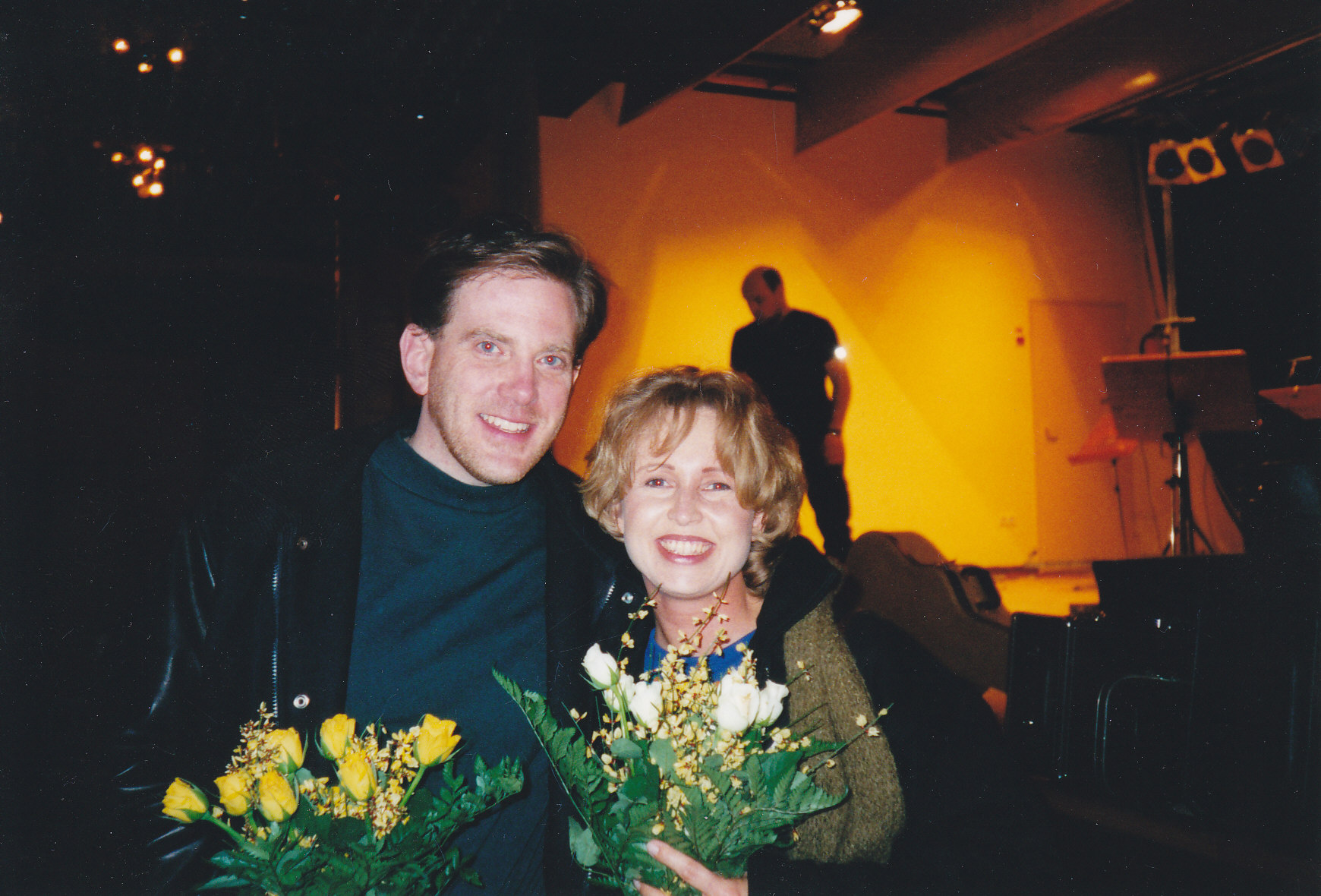
Carla und Michael Nicholson (2001)

Carla Nicholson (* 20. Mai 1966 in Bautzen) ist eine deutsche Musicalsängerin.

## Leben
Carla Nicholson, geborene Michalski, stammt aus einem musikalischen Elternhaus, der Vater war Trompeter, die Mutter Chorsängerin. Nach ihrem Abitur begann sie in Bautzen ein Lehrerstudium, studierte dann aber ab 1985 an der Leipziger Musikhochschule klassischen Gesang. Ihre ersten Auftritte als Sängerin hatte sie im Stadttheater Zwickau. Von 1993 bis 1999 sang sie, gemeinsam mit ihrem Ehemann Michael im Hamburger Musicaltheater Neue Flora im Musical „Das Phantom der Oper“, das elf Jahre lang in über 4500 Vorstellungen mit über sieben Millionen Besuchern in ganz Deutschland gezeigt wurde. Nicholson übernahm in etwa 600 Aufführungen dabei die Hauptrolle der Christine Daaé.

## Politik
Carla Nicholson ist Anhängerin der AfD. Sie ist Mitarbeiterin im Bautzener AfD-Bürgerbüro und als Schriftführerin Vorstandsmitglied des Kreisverbands der AfD Bautzen.